# Ꞟ
De letter ꞟ wordt gebruikt in de plantaal Volapük en geeft de klank [y] (in het Nederlands fuut). De letter is voorgesteld door Johann Martin Schleyer als alternatief voor de letter ü.
Unicode gebruikt U+A79E voor de hoofdletter (Ꞟ) en U+A79F voor de kleine letter (ꞟ).

HTML gebruikt de code &#xa79e voor de hoofdletter (Ꞟ) en &#xa79f voor de kleine letter (ꞟ).